# Roadside Ruin Trail
Le Roadside Ruin Trail est un sentier de randonnée du comté de San Juan, dans l'Utah, aux États-Unis. Protégée au sein du parc national des Canyonlands, cette boucle de 0,3 mille mène notamment à la Roadside Ruin, une ruine anasazie.